# Anne Dastrée
Anna Jawicz dite Anne Dastrée est une réalisatrice française née le 8 juin 1922 à Dzisna en Pologne et morte le 7 avril 1982 au sein du Centre Médical de l'Institut Pasteur dans le 15e arrondissement de Paris.

## Biographie
Diplômée de l'IDHEC en 1951, Anne Dastrée travaille pendant plusieurs années dans le documentaire comme réalisatrice et journaliste. Elle signe de nombreux courts métrages techniques, scientifiques et industriels.
Son court métrage Aurélia, adapté du récit de Gérard de Nerval et dialogué par René de Obaldia, l'a fait connaître plus largement, notamment grâce à sa sélection pour le 6e festival du film d'art à la Biennale de Venise en juin 1964.
Elle était l'épouse du romancier Piotr Rawicz.

## Filmographie partielle (courts métrages)
- 1958 : Philippe d'Edouard Molinaro (directrice de production)
- 1959 : Canalis
- 1960 : Nathalie
- 1963 : Réanimation des nouveau-nés
- 1964 : Efforts
- 1964 : Aurélia

## Récompenses
- 1959 : Prix spécial pour la meilleure mise en scène au festival de Turin (Canalis)
- 1964 : Prix du meilleur film neuropsychiatrique (Efforts)